# Fundulus
Fundulus är ett släkte central- och nordamerikanska äggläggande tandkarpar. I Nordamerika förekommer de främst i de så kallade syd- och några av gränsstaterna. Namnet har sitt ursprung i det latinska ordet fundus, som betyder "botten". Mycket få av arterna, om någon, har svenska namn.

## Utseende
De flesta Fundulus är relativt långsträckta och blir som fullvuxna 8–10 centimeter långa. Några av arterna blir emellertid upp till och med 20 centimeter, bland dem Fundulus catenatus, F. grandis, F. grandissimus och F. stellifer. Samtliga arter förevisar en relativt stor könsdimorfism, men könsskillnaderna är inte tillnärmelsevis så tydliga som hos flertalet övriga äggläggande tandkarpar.

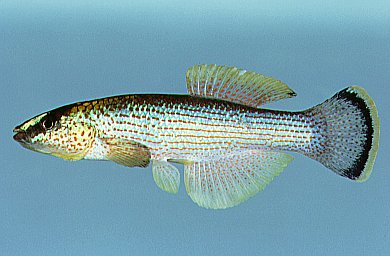
Fundulus catenatus förekommer i Indiana, Kentucky, Mississippi och Tennessee.
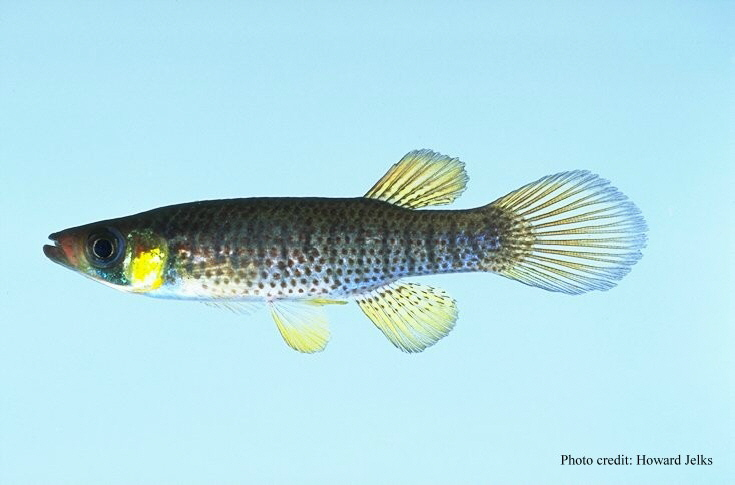
Fundulus escambiae förekommer i floderna Suwanee i Florida och Perdido i Alabama.
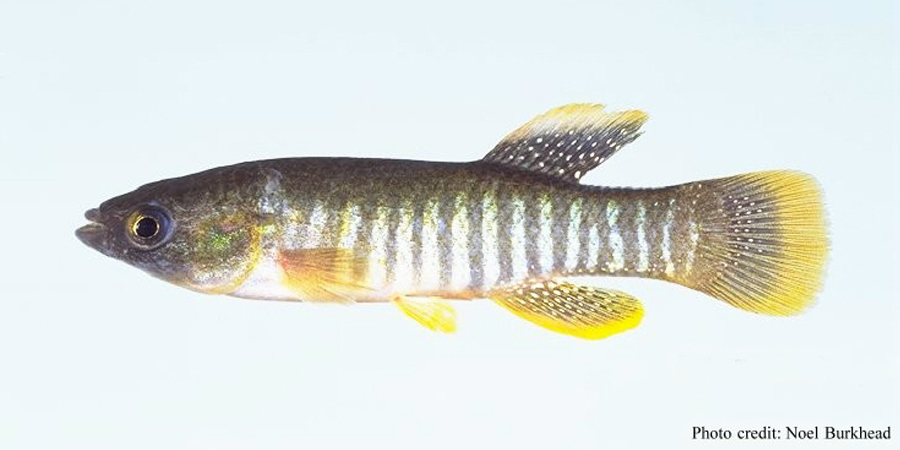
Fundulus grandis förekommer från Key West i norr till Kuba i söder.

## Arter
Det finns 39 nominella arter beskrivna (per den 24 december 2012), samt därtill ett par underarter.
- Fundulus albolineatus Gilbert, 1891
- Fundulus bermudae Günther, 1874
- Fundulus bifax Cashner & Rogers, 1988
- Fundulus blairae Wiley & Hall, 1975
- Fundulus catenatus (Storer, 1846)
- Fundulus chrysotus (Günther, 1866)
- Fundulus cingulatus Valenciennes, 1846
- Fundulus confluentus Goode & Bean, 1879
- Fundulus diaphanus diaphanus (Lesueur, 1817)
  - Fundulus diaphanus menona Jordan & Copeland, 1877
- Fundulus dispar (Agassiz, 1854)
- Fundulus escambiae (Bollman, 1887)
- Fundulus euryzonus Suttkus & Cashner, 1981
- Fundulus grandis Baird & Girard, 1853
- Fundulus grandissimus Hubbs, 1936
- Fundulus heteroclitus heteroclitus (Linnaeus, 1766)
  - Fundulus heteroclitus macrolepidotus (Walbaum, 1792)
- Fundulus jenkinsi (Evermann, 1892)
- Fundulus julisia Williams & Etnier, 1982
- Fundulus kansae Garman, 1895
- Fundulus lima Vaillant, 1894
- Fundulus lineolatus (Agassiz, 1854)
- Fundulus luciae (Baird, 1855)
- Fundulus majalis (Walbaum, 1792)
- Fundulus notatus (Rafinesque, 1820)
- Fundulus nottii (Agassiz, 1854)
- Fundulus olivaceus (Storer, 1845)
- Fundulus parvipinnis Girard, 1854
- Fundulus persimilis Miller, 1955
- Fundulus philpisteri García-Ramírez, Contreras-Balderas & Lozano-Vilano, 2007
- Fundulus pulvereus (Evermann, 1892)
- Fundulus rathbuni Jordan & Meek, 1889
- Fundulus relictus Able & Felley, 1988
- Fundulus rubrifrons (Jordan, 1880)
- Fundulus saguanus Rivas, 1948
- Fundulus sciadicus Cope, 1865
- Fundulus seminolis Girard, 1859
- Fundulus similis (Baird & Girard, 1853)
- Fundulus stellifer (Jordan, 1877)
- Fundulus waccamensis Hubbs & Raney, 1946
- Fundulus zebrinus Jordan & Gilbert, 1883